# Karl Breitenstein
Karl Breitenstein (* 25. September 1888 in Abtsbessingen; † 12. Juni 1961 in Eisenach) war ein deutscher Landwirt und Politiker (Thüringer Landbund).

## Leben
Breitenstein war evangelisch-lutherischer Konfession. Er studierte Landwirtschaft und Staatswissenschaften an der Universität Göttingen. Seit 1908 gehörte er der Burschenschaft Alemannia Göttingen an. Er lebte nach seinem Studium bis 1953 als selbstständiger Landwirt in Abtsbessingen.
1920 trat er dem Thüringischen Landbund bei und wurde für diesen im Wahlkreis Schwarzburg-Sondershausen in den Thüringer Landtag gewählt, dem er bis 1930 angehörte. Von 1925 bis 1935 war er Kreisrat im Landkreis Sondershausen, davon 1930 bis 1933 als Vorsitzender. Auch nach der Gleichschaltung durch die Nationalsozialisten war er für die Kampffront Schwarz-Weiß-Rot Mitglied des Kreisrats, auch wenn er von den neuen Machthabern als Vorsitzender abgesetzt wurde. An den wenigen Sitzungen des Kreisrats zwischen 1933 und 1935 nahm er mit jeweils plausibler Entschuldigung nicht teil.
1946 wurde er Mitglied der CDU und war dann von 1946 bis 1950 Mitglied des Kreistags des Kreises Sondershausen.